# Sint-Servaaskerk (Münster)
De Sint-Servaaskerk is een rooms-katholiek kerkgebouw in de Duitse stad Münster. De kerk is gewijd aan de heilige Servaas en werd gebouwd rond het jaar 1230.

## Geschiedenis
In de tweede helft van de 12e eeuw onderging de stad Münster een uitbreiding van het stadsgebied in met name zuidelijke en oostelijke richting. In het nieuwe stadsgebied ontstonden vier nieuwe parochies. In het zuidwesten werd de Sint-Egidiuskerk, in het zuiden de Sint-Liudgerkerk, in het zuidoosten de Sint-Servaaskerk en in het noordoosten de Sint-Martinuskerk gebouwd.
De kerk werd op initiatief van kooplieden van de stad gebouwd in de periode 1225-1250. In 1533 brachten Wederdopers ernstige beschadigingen toe aan de kerk en vernielden de beelden. Bij het afgraven van de grond van het kerkhof ten behoeve van verdedigingsdoeleinden stortten ten gevolge hiervan de westelijke toren en het aansluitende kerkschip in. Rond 1537 werd de kerk hersteld. Omdat de fundamenten van de kerk verloren waren gegaan, werden de nieuwe fundamenten ongeveer 70 cm naar buiten verplaatst. Een nieuwe toren werd over het westelijke travee van het noordelijke zijschip gebouwd. Tussen 1941-1945 leed de kerk wederom onder zware verwoestingen. Door bombardementen op de stad Münster vervielen grote delen van de kerk tot puin. Na de oorlog vond reconstructie van de kerk plaats. Men zag echter af van de herbouw van de toren.

## Architectuur en gebruik
De Sint-Servaas is de kleinste van de zes parochiekerken van het middeleeuwse Münster en verenigt laatromaanse en vroeggotische stijlelementen. Het koor dateert uit de tijd rond 1500. De in hoogte getrapte hallenkerk geldt als een van de mooiste kerken van Münster. De beuken van de kerk worden gedekt door een enkel zadeldak. In het interieur van het als monument geclassificeerde bouwwerk staat een drieluik uit het jaar 1500.
In vergelijking tot de omringende gebouwen lijkt de kerk een beetje verzakt. Dit heeft te maken met het feit dat de kerk, in tegenstelling tot de andere gebouwen, op het middeleeuwse bodemniveau staat.
De kerk is sinds 1932 een rectoraatskerk, waar volgens een oude Rooms-katholieke traditie eeuwige aanbidding plaatsvindt.
Het orgel van de Servaaskerk werd in 1974 door de orgelfirma Matthias Kreienbrink uit Osnabrück gebouwd.